# Elna Jacobsson
Elna Hanna Maria Jacobsson, född 15 augusti 1894 i Klara församling, Stockholm, död där 21 november 1985, var en svensk målare.
Hon var dotter till målarmästaren Nils Jacobsson och Mathilda Otter. Jacobsson studerade vid Konsthögskolan i Stockholm 1920-1926 och under studieresor till Frankrike, Italien, Tyskland och Afrika. Hon medverkade i en följd av år i utställningar med Sveriges allmänna konstförening. Hennes konst består av stilleben, porträtt, figurmotiv, interiörer och landskap ofta från Paris, samt blommor i olja och akvarell.